# Eudes II de Sorcy
Eudes II de Sorcy est le quarante-huitième évêque de Toul.

## Biographie
Eudes de Sorcy est fils d'Hugues, seigneur de Sorcy, et de Bathélémie d´Aspremont.
Il est élu à la suite de l'évêque Gérard de Vaudémont, lequel avait interdit à Henri II, comte de Bar de construire un château à Foug. Mais le comte avait passé outre. Eudes s'opposa à Thomas de Belrain, un vassal d'Henri de Bar qui détenait des fiefs dans le diocèse de Toul, et le comte de Bar déclara la guerre à Eudes de Sorcy. Les troupes de l'évêque furent vaincues à Void et Eudes de Sorcy demanda la protection du duc Mathieu II de Lorraine, de l'évêque de Metz et de l'empereur Frédéric II. Heni, duc de Souabe et fils de Frédéric II, vint l'année suivante en Lorraine et conclut la paix avec le roi de France, et le comte de Bar fut obligé de se soumettre et de faire amende honorable.
En 1228, un seigneur champenois voulut reprendre la terre de Trondes qu'il avait cédée au chapitre de Toul six ans auparavant et Eudes de Sorcy s'allia à Mathieu de Lorraine en vue de le combattre et le seigneur champenois préféra renoncer à son entreprise. Eudes de Sorcy meurt peu après.
Il fut enterré dans la cathédrale de Toul, à laquelle il avait fait plusieurs legs.